# Something New (canção de Girls Aloud)
"Something New" é uma canção gravada pelo girl group britânico Girls Aloud para seu segundo álbum de compilação, Ten (2012). Foi lançado pela Polydor Records em 16 de novembro de 2012, como o primeiro single do álbum e single oficial para Children in Need 2012 e também serve como seu single oficial final. Em fevereiro de 2009, o grupo assinou um novo contrato de gravação com Fascination Records que serviria para o grupo lançar mais três álbuns de estúdio; No entanto, elas anunciaram que estavam entrando em um hiato para lançarem projetos solos. Em abril de 2012, a integrante da banda Cheryl Cole revelou que as meninas haviam conversado para se reagruparem para o décimo aniversário do grupo naquele mesmo ano. Em outubro de 2012, uma contagem regressiva foi ativada no site oficial das Girls Aloud, que duraria até 19 de outubro de 2012, quando "Something New" seria estreado nas rádios. No entanto, a data foi antecipada para 16 de outubro de 2012, após um vazamento on-line inicial da canção.
"Something New" é uma canção de dançante, produzida pelo colaborador de longa data das Girls Aloud, Brian Higgins. Os críticos de música foram na maior parte positivos para a produção, e comparou a canções de David Guetta, Nicki Minaj e Lady Gaga. Eles também observaram que a estrutura da canção segue o estilo de assinatura do grupo. "Something New" estreou e atingiu o pico de número 2 na UK Singles Chart, tornando-se o 16º lugar no ranking das Girls Aloud no top 16 do país. A canção também alcançou o top cinco na Irlanda e na Escócia. O vídeo musical acompanhante foi dirigido por Ray Kay, e apresenta uma mistura de fotos em preto-e-branco e colorido de todo o grupo, ao mesmo tempo mostrando cada integrante em um set-up separado. Girls Aloud performou "Something New" em alguns programas, como Strictly Come Dancing e Top of the Pops, e em 2013's na Ten: The Hits Tour.
Esta é a segunda canção Children in Need que a banda lançou, sendo a primeira "I'll Stand by You" em 2004.

## Antecedentes
Em fevereiro de 2009, Girls Aloud assinou um novo contrato de gravação com Fascination Records que veria o grupo lançar outros três álbuns de estúdio. No entanto, em julho de 2009, o grupo anunciou que estavam tendo um hiato de um ano para lançarem projetos solos, mas se reuniria para um novo álbum de estúdio em 2010; Isso não aconteceu, no entanto. Dois meses depois, o hiato foi brevemente interrompido quando fizeram dois shows apoiando Coldplay junto com Jay-Z no Wembley Stadium. Em abril de 2012, durante uma entrevista com Chris Moyles na Rádio 1, Cheryl Cole revelou que as meninas haviam conversado para se reagruparem para o décimo aniversário do grupo naquele mesmo ano. Em agosto de 2012, Nicola Roberts também foi destaque no mesmo programa de rádio, e disse: "É nosso décimo aniversário em novembro, então vamos comemorar definitivamente. Eu quero te dizer tudo, mas eu realmente não posso!".
O retorno foi confirmado quando o site oficial das Girls Aloud postou no dia 9 de outubro uma contagem regressiva que duraria até 19 de outubro, quando as meninas fariam um anúncio especial. Foi especulado que elas fariam uma aparição no Strictly Come Dancing da BBC, onde o colega de banda Kimberley Walsh se juntou como um concorrente. No entanto, em 15 de outubro, a surpresa, um single intitulado "Something New", vazou on-line na íntegra. A estreia oficial da música foi lançada no dia seguinte, com Girls Aloud postando em seu site, "É aqui! A versão final de Something New será tocada no rádio a partir do meio-dia e também será lançada no YouTube para ouvirem. "Something New" foi lançado em 16 de novembro de 2012 pela Polydor Records, através de download digital, servindo como oficial Children in Need 2012 single. Quando perguntado sobre como ela se sentia com o grupo voltando a se juntar e a recepção do público, Walsh disse: "Eu estou um pouco lisonjeada, as pessoas realmente se importam se voltarmos ou não. Acho que estamos todas muito orgulhosas de que fizemos o suficiente De um impacto para poder voltar".

## Composição e gravação
"Something New" foi gravado em maio de 2012 e produzido pelo colaborador de longa data das cantoras, Brian Higgins. É uma canção de dança uptempo dance e foi escrita em maio, com uma assinatura de tempo comum e um tempo de 115 batimentos por minuto. "Algo Novo" abre com Cole e Nadine Coyle cantando "Vão, garotas, gg-go, vão, vão /Nós garotas vamos tomar controle/ Vocês garotos melhor saberem, saibam, nós vamos fazer este show" sobre uma melodia de piano. De acordo com a escritora do The Sun, Alison Maloney, "depois de uma batida de dança genérica, o resto da faixa é um misto de rap e solos mistos." Quando o coro começa, as cinco meninas se juntam e cantam, "Tudo que eu quero é algo novo/Algo que eu possa segurar/Eu não quero falar/Eu só quero dançar/Baby deixe cair/Pegue-me se você puder." Maloney pensou que o momento em que a faixa Estilo retorna "para o mais reconhecível som Girls Aloud." Ele termina com o grupo gritando: "Menino, é melhor você cuidar de suas costas/Porque nós somos as líderes da turma." Um revisor de Calor semelhante Às produções de David Guetta e as comparou à canções de Nicki Minaj e de Lady Gaga. Michael Cragg do The Guardian comparou a estrutura do verso com a de "Sexy! No No No ..." (2007), e pensou que "Something New" ecoou ao single anterior do grupo, "Something Kinda Ooooh" (2006), não Só por causa do título ", mas também tem a mesma sensação ligeiramente demente, todos os vocais de apoio distorcidos, seções de rap estranho e um coro brilhantemente sem esforço que sobe de um bit incrível". A maioria dos críticos também teve um Percepção similar a Cragg sobre a estrutura "estranha" da canção, que é notada como "típica" e "estilo de assinatura" do grupo.

## Recepção da crítica
De acordo com uma publicação do Metro, "Something New" teve uma reação geralmente positiva dos fãs. Susana Novo Vásquez, do The Huffington Post, afirmou que "a equipe indiscutível de Xenomania/Girls Aloud foi a que definiu as tendências ao longo dos anos para que outras as seguissem", acrescentando que a música "continua nesse caminho". Continuou dizendo que o grupo voltou a um momento em que a "cena pop ... não é o mesmo que quando elas saíram", mas pensou que elas estavam "fazendo isso de uma maneira muito inteligente: adotando alguns dos eletrônicos de Calvin Harris". Robert Copsey de Digital Spy disse que "como a maioria dos singles das Girls Aloud, algumas escuta são necessários para obter as nossas cabeças em torno dela." Copsey Criticou os vocais distorcidos e o fato de que "provavelmente não haverá um álbum completo de novas faixas para acompanhá-lo", mas admitiu que "soa moderno o suficiente para as paradas de hoje sem comprometer o som da assinatura do grupo" e elogiou seu "coro maciço". Douglas Wolk, da Pitchfork Media, pensou que a faixa "é uma aproximação de jogo das Girls Aloud de há sete anos". Enquanto o crítico Ian Wade da BBC Music concluiu que "como o título sugere, Something New é apenas Que, uma chamada fanfarra e às armas que anunciam o retorno do grupo.
Phill Udel of State disse que, com a música, Girls Aloud "conseguiu manter a qualidade" que eles tinham antes do lançamento de Ten, e comentou que "as outras três novas músicas estão longe de chegar ao mesmo padrão. "O blogueiro do idolator, Sam Lansky comentou que, para os fãs, "Something New" é "um alívio bem-vindo para ter uma injeção de energia fresca na cena de grupo de garotas estagnadas", e concluiu que "dado que este pode ser o single final do grupo antes de se desfazer para sempre, elas certamente irão sair com uma nota alta, com uma faixa que se sente quintessencialmente em voz alta, mas reformulado para 2012". Rebecca Twomey de Marie Claire disse que o grupo está "na chave com a tendência atual Para a música de dança com sua nova canção", enquanto observa que elas "claramente tomaram inspiração de Cheryl com Call My Name. "Katy Brand do Daily Telegraph foi fundamental para a música. Brand disse que as letras "são a tarifa usual de pós-Spice", mas comentou que "as imagens não estavam exatamente de acordo com as palavras. Eu estava ouvindo o grito de guerra de rainhas enfurecidas que não serão mais oprimidas, eu estava assistindo a cinco jovens Mulheres vestindo minivestidos alaranjados idênticos, andando para cima e para baixo em sincronicidade perfeita, como modelos de passarela ".
Em 2013 foi nomeado para o Popjustice £ 20 Music Prize.

### Performance nos gráficos
"Something New" estreou e alcançou o segundo lugar no UK Singles Chart, com vendas de 70.000 unidades, tornando-se o 16º maior sucesso das Girls Aloud no país, mas sendo mantido fora do primeiro lugar por Olly Murs "Troublemaker", Que vendeu um total de 121.000 unidades. Na semana seguinte, a música caiu do top ten, atingindo o número 14. Também estreou no número quatro na Irlanda, caindo para o número 17 na semana seguinte.

## Vídeoclipe
Em meio a rumores de que as Girls Aloud estavam preparando o lançamento de um novo single, Daily Mirror informou que o grupo se reuniu para a sessão de vídeo em 2 de outubro de 2012. Em 15 de outubro de 2012, elas lançaram um vídeo teaser no YouTube, no qual vemos as cinco meninas usando vestidos de laranja-tulipa, a saia de laranja brilhante como marcham longe da câmera em um conjunto monocromático. Em 19 de outubro de 2012, o vídeo foi lançado oficialmente no canal do grupo no VEVO. Dirigido por Ray Kay, o vídeo apresenta uma mistura de fotos em preto-e-branco e colorido, e também mostra cada uma das cantoras do grupo, em um set-up separado, com base em um contexto triângulo-entusiasmado, sendo acentuada por uma projeção de luz. Estes tiros são principalmente tiros da beleza, com o grupo que canta, ao dançar sozinho. A ponte caracteriza Sarah Harding que senta-se na frente de um fundo branco, vestindo, um bodysuit nu, quando imagens abstratas são projetadas nela. O vídeo intercala com letra estilizada da canção, e se alonga por toda parte, até a última seção, onde o grupo abandona seus vários estágios de andar e começa a dançar juntas. Carl Williott, da Idolator, disse que o vídeo "combina [a música] com o assassinato do quinteto britânico para a câmera, se pavoneando naqueles vestidos alaranjados e declarando" Somos os líderes da turma". James Robertson do Daily Mirror considerou o vídeo "perfeito", elogiando os "rostos sexy e coreografia de alto ritmo".

## Performances ao vivo
Girls Aloud realizou a primeira apresentação da canção em 16 de novembro de 2012 no Children in Need 2012. Emily Sheridan, do Daily Mail, resumiu o desempenho dizendo: "vestindo os mesmos vestidos de tulipa alaranjados fora do ombro do vídeo Something New, o girl group]] se pavoneava no palco com uma trupe de bailarinos masculinos em ternos". O Grupo performou a canção no special de Wembley de Strictly Come Dancing, arejado o 18 de novembro de 2012. Girls Aloud também se juntou à Capital FM de 2012 Jingle Bell Ball, e elas incluíram "Something New" no setlist.  Em 31 de dezembro de 2012, elas também performaram a canção na véspera de Ano Novo especial de Top of the Pops. Em 2013, "Something New" foi a última música realizada durante a turnê Ten: The Hits Tuor antes do bis.

## Formatos e faixas
| - Maxi single 1. "Something New" – 3:19 2. "Something New" (Jim Elliot Remix) – 3:27 3. "Something New" (The Alias Radio Edit) – 3:17 4. "Something New" (Fred Falke Remix) – 7:01 - 7" vinyl 1. "Something New" – 3:19 2. "Something New" (Seamus Haji Radio Mix) – 3:54 | - Remixes EP 1. "Something New" – 3:19 2. "Something New" (Jim Elliot Remix) – 3:27 3. "Something New" (The Alias Radio Edit) – 3:17 4. "Something New" (Manhattan Clique Remix) – 5:34 |

## Desempenho nas tabelas musicais
| Chart (2012)                     | Melhor posição |
| -------------------------------- | -------------- |
| Irlanda (IRMA)                   | 4              |
| Escócia (Scottish Singles Chart) | 2              |
| Reino Unido (UK Singles Chart)   | 2              |

| Chart (2013)               | Melhor posição |
| -------------------------- | -------------- |
| Hungria (Rádiós Top 40)    | 3              |
| Eslováquia (Rádio Top 100) | 16             |
| Polónia (Dance Top 50)     | 36             |

| Chart (2013)            | Posição |
| ----------------------- | ------- |
| Hungarian Airplay Chart | 77      |